# Julian Grenfell
Julian Grenfell (Londra, 30 marzo 1888 – Boulogne-sur-Mer, 26 maggio 1915) è stato un poeta e militare britannico.

## Biografia
Julian Grenfell nacque al numero 4 di St James's Square, Londra, primogenito di William Grenfell e di Ethel Grenfell, baronessa Desborough. Studiò all'Eton College e al Balliol College dell'Università di Oxford. Si arruolò nel 1907 e successivamente combatté durante la prima guerra mondiale. Nel gennaio 1915 fu decorato con il Distinguished Service Order e come capitano del 1st Royal Dragoons Grenfell fu ferito in azione in seguito all'esplosione di una mina. Ricoverato nell'ospedale da campo, Grenfell spirò tredici giorni più tardi con i genitori al suo capezzale. Anche suo fratello minore Gerald William "Billy" Grenfell fu ucciso in azione e morì durante un'azione il 30 luglio dello stesso anno a circa un chilometro da dove Julian fu ferito.
Mentre si trovava al fronte, Grenfell cominciò a scrivere poesie di guerra e il più famoso dei suoi componimenti, "Into Battle", fu pubblicato per la prima volta dal Times il giorno dopo la sua morte. La poesia era molto popolare all'epoca e raggiunse un livello di popolarità simile a quello del Il soldato di Rupert Brooke. Come Brooke, Grenfell era favorevole alla guerra e la sua poesia era di una natura fervidamente patriottica, a differenze dei componimenti più disillusi e pacifisti di Siegfried Sassoon e Wilfred Owen.
Insieme agli altri "war poets" britannici, Grenfell viene commemorato da una lapide nel poets' corner dell'Abbazia di Westminster.

## Ascendenza
|                                       |                                    |                                                    | Genitori                                        |  |  | Nonni |  |  | Bisnonni                |  |  | Trisnonni       |  |
|                                       |                                    |                                                    |                                                 |  |  |       |  |  | Charles Pascoe Grenfell |  |  | Pascoe Grenfell |  |
|                                       |                                    |                                                    |                                                 |  |  |       |  |  | Charles Pascoe Grenfell |  |  | Pascoe Grenfell |  |
|                                       |                                    | Charlotte Granville                                |                                                 |  |  |       |  |  | Charles Pascoe Grenfell |  |  |                 |  |
| Charles William Grenfell              |                                    |                                                    |                                                 |  |  |       |  |  | Charles Pascoe Grenfell |  |  |                 |  |
|                                       |                                    | lady Georgiana Molyneux                            | William Molyneux, II conte di Sefton            |  |  |       |  |  |                         |  |  |                 |  |
|                                       |                                    | lady Georgiana Molyneux                            | William Molyneux, II conte di Sefton            |  |  |       |  |  |                         |  |  |                 |  |
|                                       |                                    | lady Georgiana Molyneux                            | hon. Maria Margaretta Craven                    |  |  |       |  |  |                         |  |  |                 |  |
| William Grenfell, I barone Desborough |                                    | lady Georgiana Molyneux                            |                                                 |  |  |       |  |  |                         |  |  |                 |  |
|                                       |                                    | hon. William Saunders Sebright Lascelles           | Henry Lascelles, II conte di Harewood           |  |  |       |  |  |                         |  |  |                 |  |
|                                       |                                    | hon. William Saunders Sebright Lascelles           | Henry Lascelles, II conte di Harewood           |  |  |       |  |  |                         |  |  |                 |  |
|                                       |                                    | hon. William Saunders Sebright Lascelles           | Henrietta Sebright                              |  |  |       |  |  |                         |  |  |                 |  |
| Georgiana Caroline Lascelles          |                                    | hon. William Saunders Sebright Lascelles           |                                                 |  |  |       |  |  |                         |  |  |                 |  |
|                                       |                                    | lady Caroline Georgiana Howard                     | George Howard, VI conte di Carlisle             |  |  |       |  |  |                         |  |  |                 |  |
|                                       |                                    | lady Caroline Georgiana Howard                     | George Howard, VI conte di Carlisle             |  |  |       |  |  |                         |  |  |                 |  |
|                                       |                                    | lady Caroline Georgiana Howard                     | lady Georgiana Cavendish                        |  |  |       |  |  |                         |  |  |                 |  |
| hon. Julian Grenfell                  |                                    | lady Caroline Georgiana Howard                     |                                                 |  |  |       |  |  |                         |  |  |                 |  |
|                                       | John Fane, XI conte di Westmorland | John Fane, X conte di Westmorland                  |                                                 |  |  |       |  |  |                         |  |  |                 |  |
|                                       | John Fane, XI conte di Westmorland | John Fane, X conte di Westmorland                  |                                                 |  |  |       |  |  |                         |  |  |                 |  |
|                                       | John Fane, XI conte di Westmorland | Sarah Child                                        |                                                 |  |  |       |  |  |                         |  |  |                 |  |
| hon. Julian Henry Charles Fane        | John Fane, XI conte di Westmorland |                                                    |                                                 |  |  |       |  |  |                         |  |  |                 |  |
|                                       |                                    | lady Priscilla Wellesley-Pole                      | William Wellesley-Pole, III conte di Mornington |  |  |       |  |  |                         |  |  |                 |  |
|                                       |                                    | lady Priscilla Wellesley-Pole                      | William Wellesley-Pole, III conte di Mornington |  |  |       |  |  |                         |  |  |                 |  |
|                                       |                                    | lady Priscilla Wellesley-Pole                      | Katherine Elizabeth Forbes                      |  |  |       |  |  |                         |  |  |                 |  |
| Ethel Anne Priscilla Fane             |                                    | lady Priscilla Wellesley-Pole                      |                                                 |  |  |       |  |  |                         |  |  |                 |  |
|                                       |                                    | George Cowper, VI conte Cowper                     | Peter Cowper, V conte Cowper                    |  |  |       |  |  |                         |  |  |                 |  |
|                                       |                                    | George Cowper, VI conte Cowper                     | Peter Cowper, V conte Cowper                    |  |  |       |  |  |                         |  |  |                 |  |
|                                       |                                    | George Cowper, VI conte Cowper                     | hon. Emily Lamb                                 |  |  |       |  |  |                         |  |  |                 |  |
| lady Adine Cowper                     |                                    | George Cowper, VI conte Cowper                     |                                                 |  |  |       |  |  |                         |  |  |                 |  |
|                                       |                                    | Anne Florence de Grey, baronessa Lucas di Crudwell | Thomas de Grey, II conte de Grey                |  |  |       |  |  |                         |  |  |                 |  |
|                                       |                                    | Anne Florence de Grey, baronessa Lucas di Crudwell | Thomas de Grey, II conte de Grey                |  |  |       |  |  |                         |  |  |                 |  |
|                                       |                                    | Anne Florence de Grey, baronessa Lucas di Crudwell | lady Henrietta Frances Cole                     |  |  |       |  |  |                         |  |  |                 |  |
|                                       |                                    | Anne Florence de Grey, baronessa Lucas di Crudwell |                                                 |  |  |       |  |  |                         |  |  |                 |  |